# Hex-2-yne
L'hex-2-yne est un alcyne de formule brute C6H10. 